# Walther Meissner

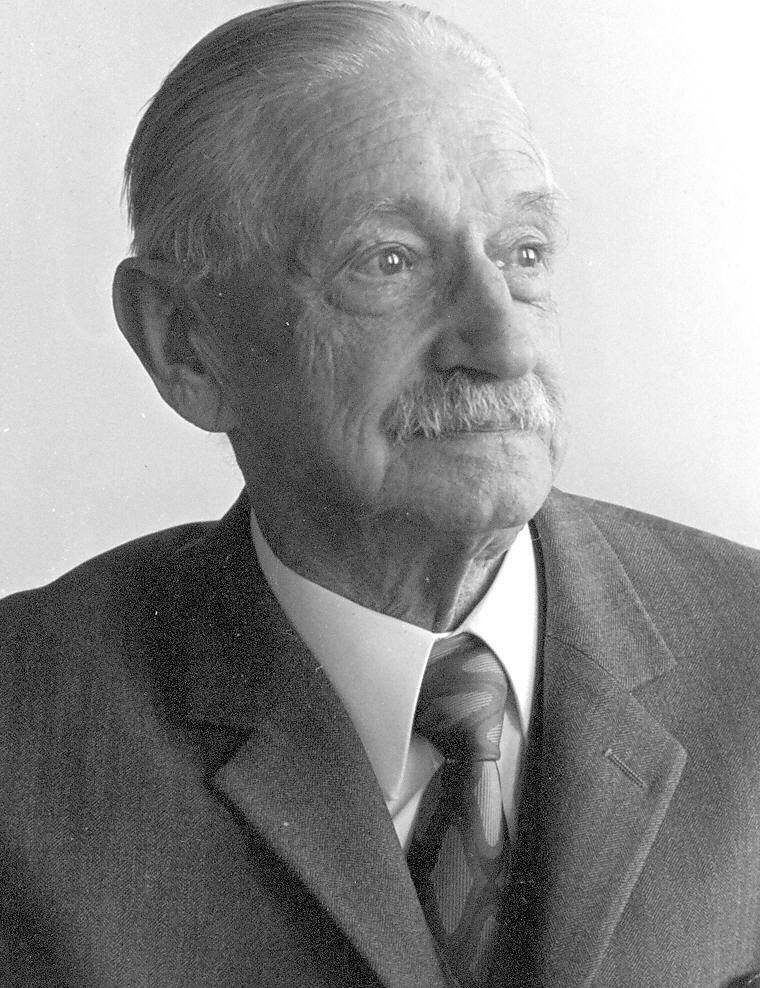
Walther Meissner

Walther Meissner (Duits: Walther Meißner) (Berlijn, 16 december 1882 – München, 16 november 1974) was een Duits natuurkundige en bekend van de ontdekking van het naar hem vernoemde Meissner-effect in de supergeleiding.

## Biografie
Meissner werd geboren in Berlijn als zoon van Waldemar Meissner en Johanna Greger. Van 1901 tot 1904 studeerde hij werktuigbouwkunde aan de Technische Hogeschool Charlottenburg en aansluitend twee jaar wis- en natuurkunde aan de Berlijnse Friedrich-Wilhelms-universiteit. Als een van de weinige promovendi van Max Planck promoveerde hij in 1907 met het proefschrift Zur Theorie des Strahlungsdrucks.
In 1908 trad Meissner toe tot het Physikalisch-Technische Reichanstalt (PTR) te Charlottenburg bij Berlijn, een wetenschappelijk onderzoeksinstituut welke in 1887 door Hermann von Helmholtz  was opgericht. Van 1922 tot 1925 bouwde Meissner een helium-liquifierfabriek, de derde (na die in Leiden en Toronto) ter wereld. De in 1927 ingerichte, grotere koude-laboratorium en het Laboratorium für elektrische Atomforschung werden door Meissner geleid.
Samen met zijn assistent Robert Ochsenfeld bestudeerde hij in 1932 de magnetische eigenschappen van materialen als ze supergeleidend worden, een conditie die wordt bereikt als de temperatuur van een element of legering onder de kritische temperatuur komt. Geheel onverwacht ontdekten ze in 1933 dat als een loden cilinder in een magnetisch veld werd geplaatst en de temperatuur beneden de kritische temperatuur van lood daalde het magnetisch veld uit de loden cilinder werd verdreven en derhalve gedroeg als een ideale diamagneet. Dit Meissner-effect, ook wel Meissner-Ochsenfeld-effect genoemd, bleek een fundamentele ontdekking te zijn op het gebied van de supergeleiding. Het jaar na deze ontdekking verkreeg hij de leerstoel technische natuurkunde aan de universiteit van München en chef van het bijbehorende laboratorium.
Met toestemming van de Amerikaanse militaire regering werd hij na de Tweede Wereldoorlog voorzitter van de Beierse Academie van Wetenschappen, een positie die hij tot 1950 bezette. Gedurende zijn ambtstermijn richtte hij samen met Klaus Clusius het eerste comité lage-temperatuuronderzoek op van de Beierse Academie. De laboratoria ervan waren tot 1965 gesitueerd in Herrsching am Ammersee, waarna ze werden verplaatst naar Garching. Meissner overleed in 1974 in München.